# Burgundija (regija)
Burgundija (francosko Bourgogne) je bila do leta 2015 francoska regija. Njeno glavno in hkrati največje mesto je bilo Dijon.

## Geografija
Regija je ležala v vzhodni Franciji. Na vzhodu je mejila na stare regije Franche-Comté, na jugu na Rona-Alpe, na jugozahodu na Auvergne, na zahodu na Center, na severozahodu na Île-de-France, na severu pa na Šampanjo-Ardene.

## Zgodovina
V 4. stoletu je na to ozemlje vdrlo preko Rena germansko pleme Burgundov, po katerem so dobile ime nekatere kasnejše politične tvorbe. Leta 507 se prvikrat pojavi ime Burgundia. Leta 534 je bilo ozemlje podvrženo prav tako germanskim Frankom. Leta 843 je ob radelitvi Frankovskega cesarstva nastalo poleg grofije Burgundije (sedanjega Franche-Comtéja) tudi Burgundsko vojvodstvo.
Regija Burgundija je nastala na ozemlju Burgundskega vojvodstva, kasnejše pokrajine Burgundije (ozemlje departmajev Côte-d'Or, Saône-et-Loire in južni del departmaja Yonne. Poleg tega ozemlja ji je bilo dodeljeno tudi ozemlje nekdanje pokrajine Nivernais, sedanji Nièvre, priključen pa ji je bil tudi severni del ozemlja Yonne, ki je bil nekdaj odvisen od več pokrajin v različnih obdobjih.